# 宋楊
宋楊（?—?），又作宋揚、宋阳，扶风平陵（今陕西省咸阳市西北）人，东汉外戚。
宋楊為宋昌七世孫，以恭孝在鄉閭著称，不應州郡之命。宋杨的姑姑是明德马皇后的外祖母。马皇后听说宋杨二女有才色，在永平末年，选入太子刘炟宫，为贵人。宋贵人生子刘庆。建初四年（79年），外孙刘庆被立为太子。宋杨则被朝廷任命为议郎，褒赐甚渥。建初七年（82年），外孙刘庆被废太子之位，两个女儿亦被诬陷致死。宋杨则被免职放归本郡。郡县官员因事再度逮捕他。他的友人前怀县县令张峻、刘均等奔走解释，得以免罪。宋杨失志憔悴，在家中逝世。汉殤帝死後，刘慶子刘祜嗣立，是為汉安帝。汉安帝追謚宋貴人为敬隱后。永寧元年（120年），汉安帝遣大鴻臚持節至墓賜印綬，追封曾外祖父宋楊為當陽侯，謚穆。